# Residu radioactiu

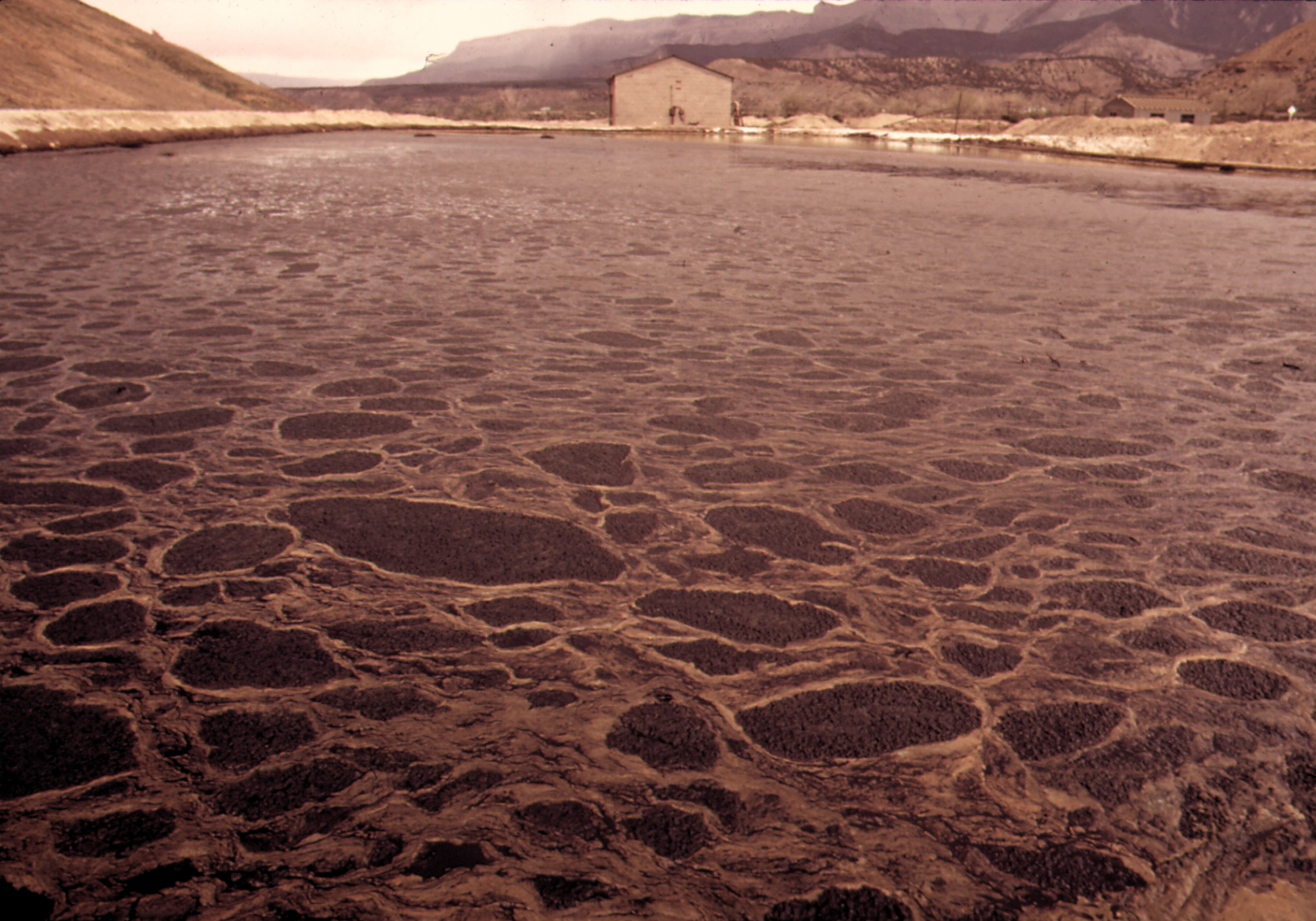
Decantament de residus radioactius

Els residus radioactius són residus que deixen anar radioactivitat. Altrament dit, segons la llei estatal a Espanya, són tota mena de material o producte residual, pel qual no hi ha previst cap ús, que està contaminat (contaminació radioactiva) o conté radionúclids en concentracions o nivells d'activitat radioactiva superiors als establerts pel Ministeri d'Indústria Espanyol, previ informe del Consell de Seguretat Nuclear espanyol, CSN.
Es generen a hospitals (radioteràpia, radiografies, medicina nuclear o no), indústria nuclear o no, centres de recerca nuclear o de radiacions, centrals nuclears de producció d'electricitat, a la producció d'armes nuclears i en general a conseqüència de tota mena de tecnologia de les radiacions ionitzants.
La seva quantitat respecte a altres tipus de residus és molt petita, per exemple, tot el combustible gastat en una central nuclear mitjana moderna, del voltant d'un gigawatt, durant tot el seu temps d'ús, uns quaranta anys, cap en mitja piscina olímpica. Aquest volum de residus és àmpliament superat pels residus sòlids urbans, domèstics, que crea una persona en un any. El tractament actual dels residus radioactius és però més complicat. Els residus radioactius es tracten de manera diferent de tots els altres i no poden llençar-se a papereres ni contenidors no específics per a ells.

## Classificació

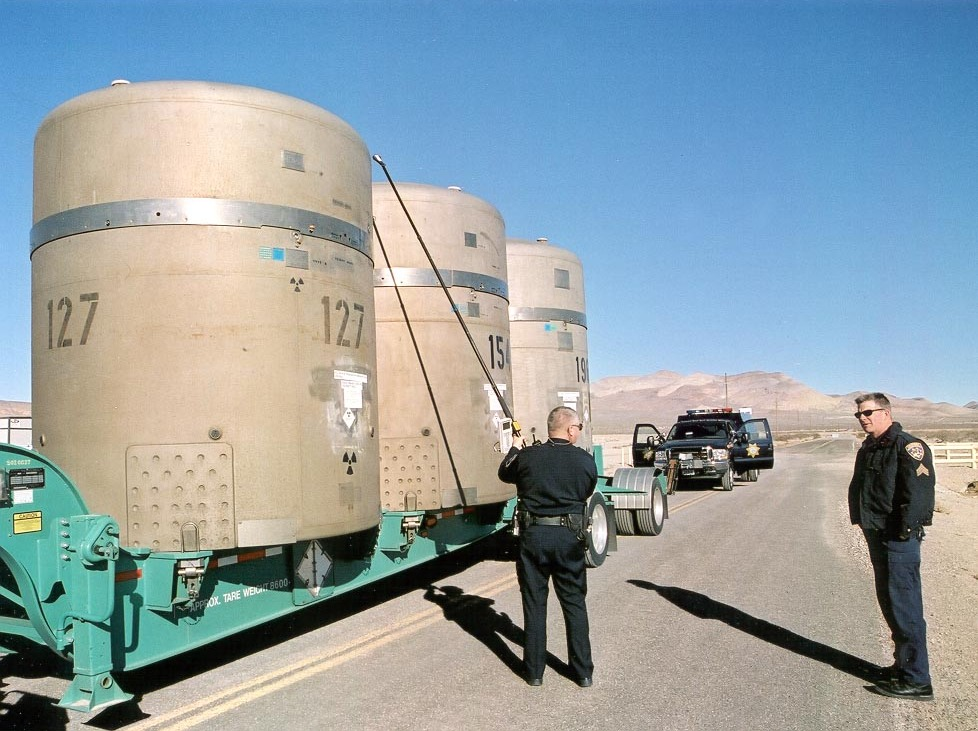
Envasos amb residus nuclears transurànids

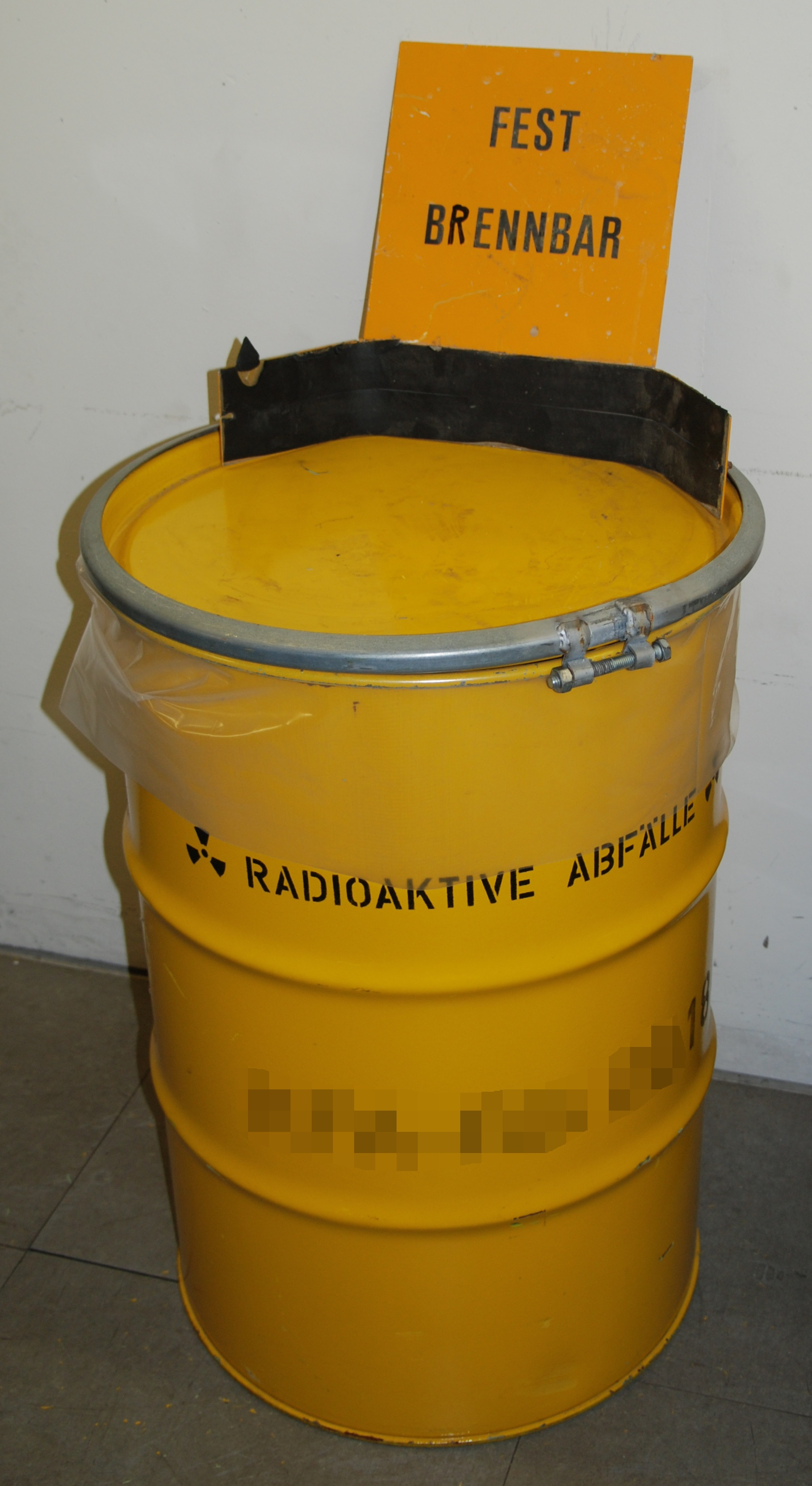
Bidó groc de residus de molt baixa radioactivitat

Els residus radioactius es classifiquen per a la seva posterior gestió en quatre grups, segons el seu grau d'activitat radioactiva, que són els d'alta activitat, els de mitjana activitat, els de baixa activitat i els de molt baixa activitat. Els de mitjana i baixa activitat a la Unió Europea es gestionen igual, com un mateix grup.
- Residus radioactius de molt baixa activitat: Són els que tenen un nivell d'activitat total inferior a 4·104 Bq de radiació beta i gamma o bé que tenen un nivell d'activitat total inferior a 4·10⁵ Bq de radiació beta i gamma i a més un volum inferior a 0,12 m3. Es tracta fonamentalment de residus esporàdics.[2]
- Residus de baixa activitat: Són més actius que els de molt baixa activitat. Es classifiquen en aquest grup els que tenen menys de 4·10⁹ Bq/t d'activitat específica alfa (radioactivitat alfa per cada tona de residu) i menys de 12·10⁹ Bq/t d'activitat específica beta i gamma. Aquests residus són molt variats i nombrosos. Poden provenir, per exemple, de la fabricació de combustibles nuclears o del seu reprocessament, de l'operació de reactors nuclears, d'aplicacions mèdiques i de la indústria.[2] Únicament els considerarem d'aquesta categoria si el seu període de semidesintegració és inferior a trenta anys.
- Residus de mitjana activitat: Són els que tenen una activitat superior als de baixa activitat i inferior als d'alta activitat. Provenen de les mateixes fonts que els de baixa activitat.[2] Posseeixen radioactivitat gamma o beta amb nivells superiors als residus de baixa activitat però inferiors a 4 GBq/m³ per a líquids, gasosos amb qualsevol activitat o sòlids la taxa dels quals de dosis en contacte supere els 20 mSv/h. Igual que els residus de baixa activitat, únicament poden considerar-se dins d'aquesta categoria aquells residus en què el seu període de semidesintegració és inferior a trenta anys.
- Residus d'alta activitat: Són els que presenten uns valors típics d'activitat específica de l'ordre d'entre 10¹⁶ Bq/t i 1018 Bq/t i a més emeten calor. Aquest tipus de residus prové principalment del combustible nuclear gastat de les centrals nuclears i dels productes de la immobilització de residus líquids generats al reprocessament d'aquest combustible gastat per a recuperar urani empobrit i plutoni, que s'usen en armament nuclear i per a produir MOX.[2] També ho són tots aquells residus en què el seu període de semidesintegració supera els trenta anys, com per exemple els actínids minoritaris.

## Gestió

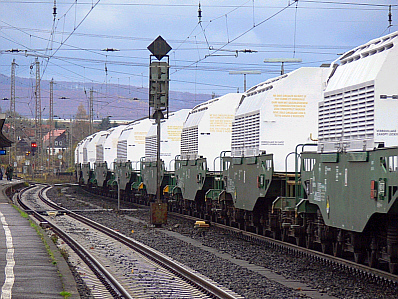
Tren transportant residus radioactius per al seu tractament o emmagatzematge

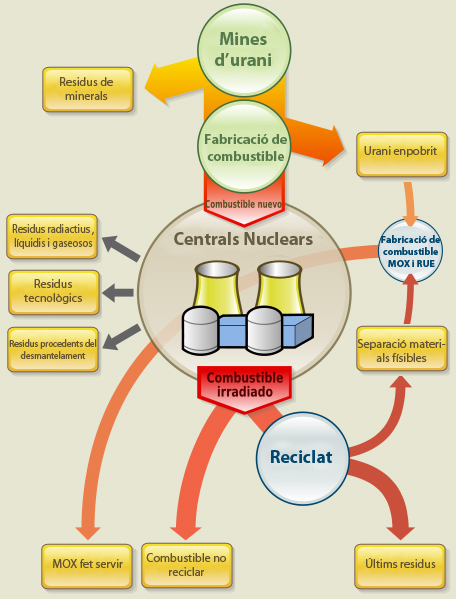
Cicle de vida de l'urani emprat com a combustible en una central nuclear.

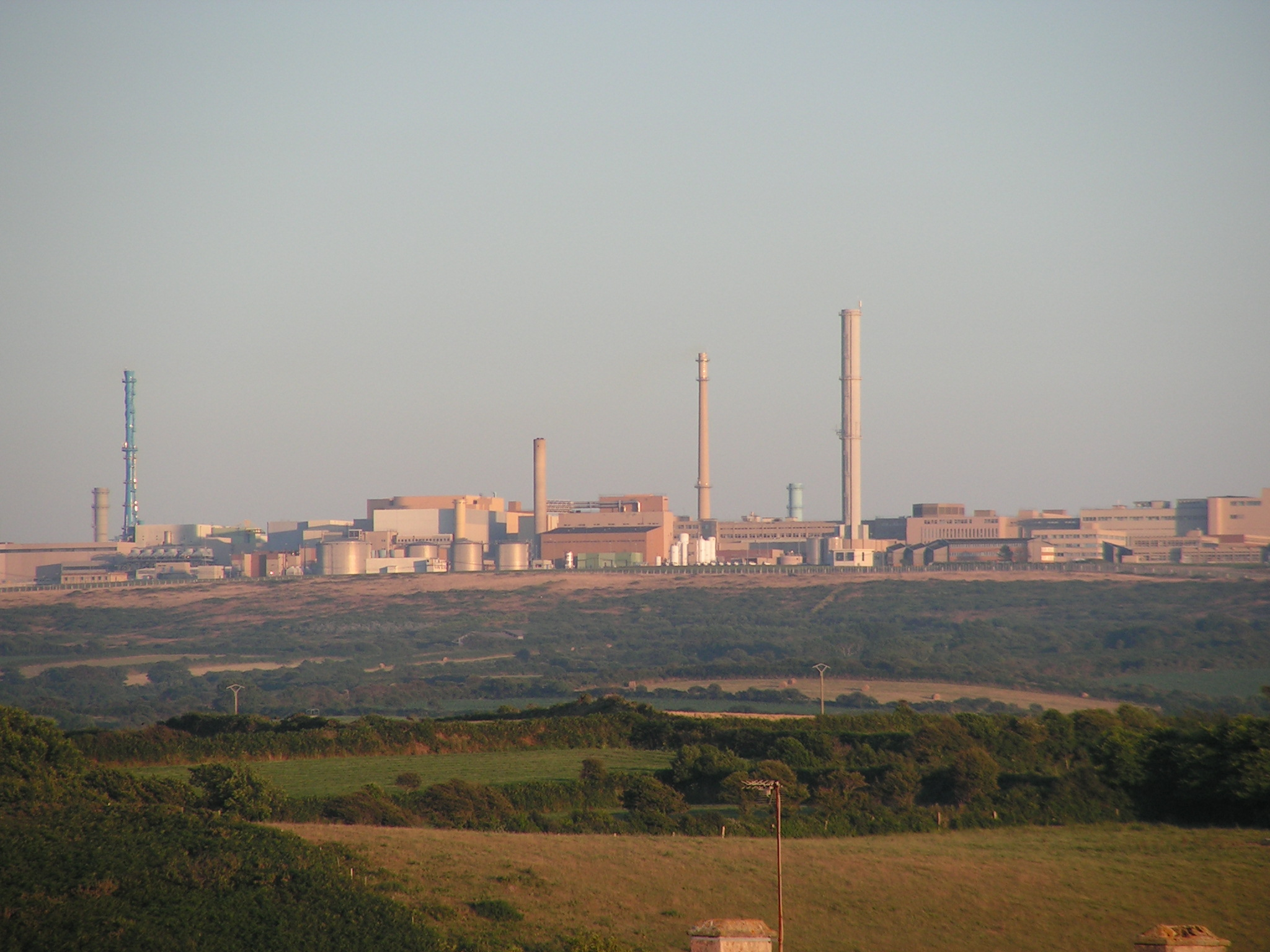
Planta de reprocessat on se separen els diferents components del combustible nuclear gastat, alguns s'usen en altres plantes per a fer MOX, altres s'envien a plantes de vitrificació, etc.

A Espanya la gestió de residus radioactius està al càrrec de l'empresa pública Empresa Nacional de Residuos, SA, ENRESA. Aquesta empresa, segons la legislació vigent a Espanya, tracta de manera diferent dos grups de residus radioactius, d'una banda els d'alta activitat i d'una altra els de baixa i mitjana activitat. Els de molt baixa activitat es consideren una subcategoria dins dels de baixa i mitjana activitat.
La legislació espanyola considera que els d'alta activitat són els que emeten calor i que tenen emissors de radioactivitat de vida "llarga", de milers d'anys, i els de baixa i mitja activitat són els que tenen elements amb períodes de semidesintegració menors de trenta anys i que emeten radiació beta o gamma. Els de baixa i mitjana activitat poden contenir una quantitat limitada d'emissors alfa de vida llarga.
Els costos econòmics estatals a Espanya per a la gestió de residus radioactius de tot el període comprés entre 1985 i 2005, incloent les etapes prèvies, com el transport o els programes per a la minimització de residus, les activitats de suport a la gestió i les etapes prèvies, el reprocessat, l'emmagatzematge temporal i les assignacions a ajuntaments, per exemple al de El Cabril, a Còrdova, on hi ha l'únic magatzem final, va ser d'1.983.129 k€. Si afegim els costos menys directes, com el de clausura de centrals nuclears i d'altres instal·lacions, intervencions especials i d'emergències, investigació i desenvolupament i estructural, el total en aquests vint anys va pujar a 3.138.144 k€. En canvi, si només considerem el nucli de la gestió, o gestió final dels residus radioactius no especials, el cost va ser de 375.954 k€. Aquests costos es financen per mitjà de les tarifes i peatges de consum elèctric i de tarifes a les centrals nuclears, a la fàbrica de combustibles nuclears de Juzbado i a altres instal·lacions generadores d'aquests residus.

### Residus radioactius de baixa i mitja activitat

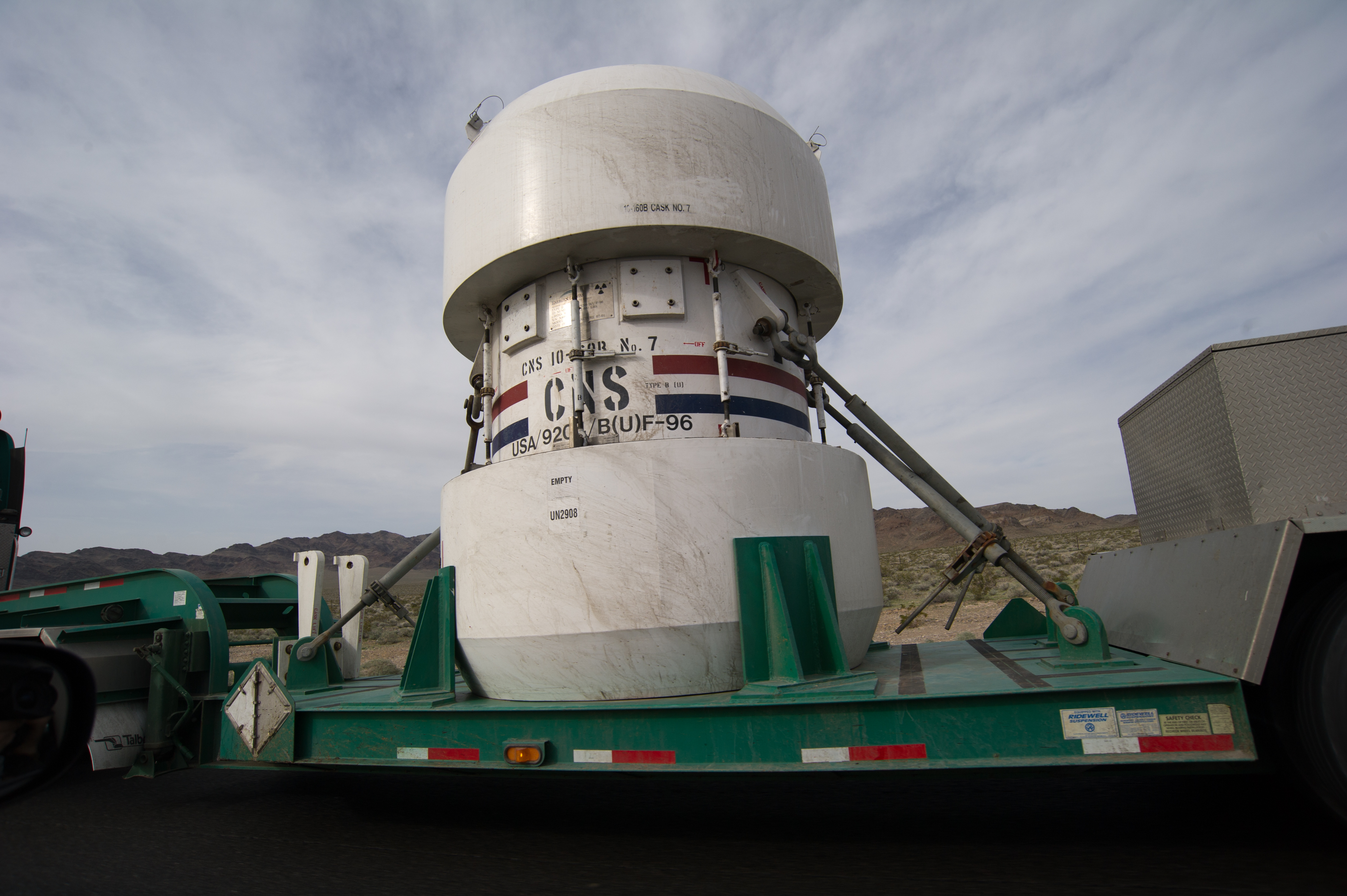
Contenidor de residus radioactius de mitjana activitat

En els residus radioactius de baixa i mitja activitat cal fer un pretractament sempre que sigui possible, de la mateixa manera que també es fa amb els residus especials, encara que no sigui radioactius, que consta fonamentalment de la separació d'altres tipus de residus que hi pugui haver i de la reducció de volum, com la filtració d'efluents líquids o la compactació, per exemple.
Un cop fet el pretractament es fan els processos de condicionament en bidons que garanteixin l'aïllament i donin estabilitat física als residus. Solen ser bidons de metall amb rebliments de ciment o de formigó, encara que també poden ser de resines, bitumen o altres materials. Aquests bidons s'emmagatzemen en magatzems, popularment coneguts com a cementiris nuclears, que no cal que estiguin a gran profunditat, per la qual cosa (més fàcil, més econòmic) es localitzen a la superfície o a baixa profunditat. El temps d'emmagatzematge ha de ser suficient perquè el nivell d'activitat dels residus vagi disminuint fins a estar per sota dels màxims exigits, és a dir, d'un mínim de diverses centenes d'anys.
El condicionament i emmagatzematge definitiu de residus de baixa i mitjana activitat és el nucli de la gestió d'aquests residus,
que a Espanya pot incloure processos físics i químics de compactatge i reducció de volum, perquè el residu ocupi menys espai, com la incineració, la fosa i la compactació, entre d'altres. Els residus es reparteixen en contenidors i aquests es guarden en cel·les o sistemes d'emmagatzematge, que al seu torn es col·loquen en unitats d'emmagatzematge tancades, estanques i replenes de formigó. En el cas d'Espanya, els residus s'enterren definitivament a la Instal·lació d'Emmagatzematge de El Cabril, a la serra Albarrana. Un dels criteris fonamentals que han de complir per poder ser-hi emmagatzemats és que deixin d'ésser residus radioactius en un termini màxim de 300 anys. El municipi de El Cabril gaudeix de vigilància radiològica preventiva.
El cost total de la gestió de residus radioactius de baixa i mitjana activitat a Espanya en el període comprés entre 1985 i 2005 va ser de 583 milions d'euros, el que fa una mitjana d'uns vint-i-nou milions d'euros anual. Al municipi del Cabril se li va atorgar menys d'1,8 milions d'euros anuals de mitjana.
No hi ha cap magatzem de residus radioactius als Països Catalans. Andorra no en té cap, L'Alguer tampoc, a Espanya hi ha el de El Cabril, a Andalusia, i a França n'hi ha tres, tots fora de la Catalunya Nord: el Centre de Stockage de la Manche de Beaumont-Hague, a Normandia, ja ple; el Centre de Stockage de l'Aube de Soulaines-Dhuys, a Xampanya-Ardenes; i des del 2003 també el Centre de Stockage de Morvilliers, també a Xampanya-Ardenes, que és un magatzem situat a la superfície i que acull només residus de molt baixa activitat.
Una alternativa de gestió d'aquest tipus de residus és el seu tractament biològic, conegut com a bioremediació de residus radioactius, que permet un cost d'operació molt menor, una reducció de l'impacte ambiental i una estabilització de la radiotoxicitat, la mobilitat i la biodisponibilitat dels radionúclids.

### Residus radioactius d'alta activitat

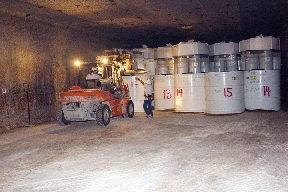
Emmagatzematge de residus d'alta activitat en una planta subterrània pilot

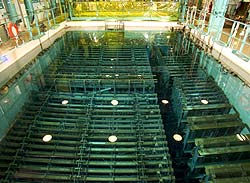
Combustible nuclear gastat, encara radioactiu ("alta activitat"), a la piscina de combustible del reactor nuclear.

Els residus radioactius d'alta activitat provenen d'activitats relacionades amb l'armament nuclear o bé del combustible gastat de les centrals nuclears. En aquest segon cas, el combustible gastat que directament es destina a residu primer s'emmagatzema temporalment en piscines d'aigua que poden estar al mateix edifici del reactor nuclear (però fora del seu mur de contenció) o poden estar estar centralitzades, és a dir que n'hi ha una gran o una instal·lació amb diverses, per a més d'un reactor. Cada reactor té una piscina, i aquesta està recoberta amb una tapa de metall i formigó, a més d'estar a l'edifici del reactor. No totes les piscines al món tenen aquesta tapa. L'aigua de les piscines aïlla les radiacions, que així no poden passar a l'aire ni a la resta d'instal·lacions, i també ajuda a transportar (a extreure'ls) la calor que encara generen aquests residus. La capacitat de les piscines dels reactors nuclears es pot fer augmentar per mitjà d'un canvi de bastidors, que és simplement situar els elements de combustible gastat més a prop els uns dels altres instal·lant nous bastidors, fets amb materials que absorbeixen més neutrons que els antics. D'aquesta manera hi cap més combustible gastat en una mateixa piscina. A Espanya s'ha hagut de fer a la central nuclear José Cabrera i a la de Trillo.

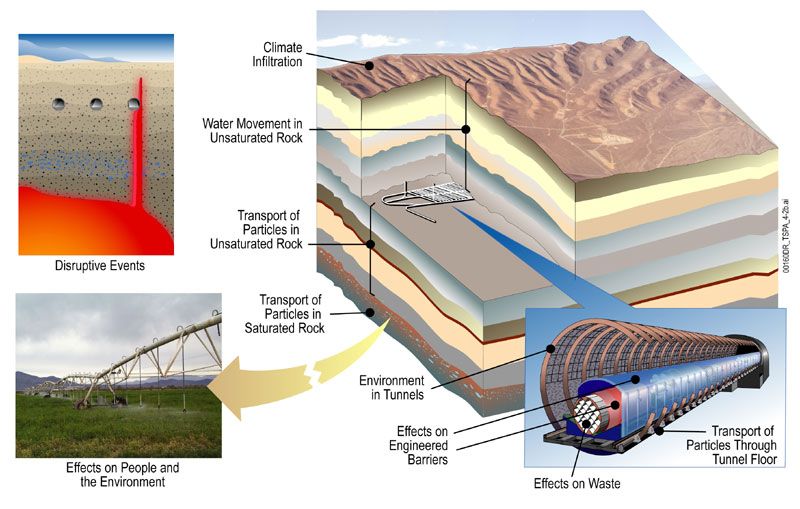
Dibuix de com seria un emmagatzematge geològic profund de residus d'alta activitat

El tractament i destí final d'aquests residus, després de les piscines, és incert. S'han estudiat i descartat definitivament algunes opcions, com per exemple l'abocament a fosses marines, l'enterrament en sediments marins i el seu llançament a l'espai. Altres dues opcions en estudi i encara no descartades són, d'una banda, l'emmagatzematge a gran profunditat en entorns geològics adients i envoltats d'un sistema multibarreres d'enginyeria, com encapsulaments, contenidors, i capes d'argiles, i naturals d'almenys mig quilòmetre de gruix, i d'altra banda, la separació dels residus per mètodes químics dels radionucleids més actius i la posterior irradiació d'aquests amb neutrons per a convertir-los en elements radiacius de vida més curta o, idealment, no radioactius. L'opció de la majoria de països productors de residus radioactius és la primera, l'emmegatzematge profund.
Altres opcions, totes també en estudi, es basen a intentar utilitzar els residus en altres processos, cosa que al seu torn genera també residus radioactius, però en principi en menor quantitat o almenys en menor volum. D'aquests, la partició és la separació de les diferents famílies de radionúclids per a la reutilització, com per exemple l'urani empobrit del combustible gastat reutilitzat com a MOX, o per a una posterior gestió més selectiva, per exemple, dels transurànids, que pot incloure la transmutació (irradiació de neutrons per a obtenir altres elements) o la vitrificació de residus. Espanya actualment no fa cap reprocessat, sinó que envia els residus a França (el combustible gastat de Vandellòs I) o al Regne Unit (el de la central nuclear de Garoña), paga a aquests països perquè ho facin (730 milions d'euros en el total del període de 1985 a 2005) i després recupera i emmagatzema indefinidament els residus reprocessats. Els de Vandellòs I, per exemple, estava previst que tornessin l'any 2010.
El cost total de la gestió de residus radioactius d'alta activitat a Espanya en el període comprés entre 1985 i 2005 va ser de mil quatre-cents milions d'euros, el que fa una mitjana de setanta milions d'euros anuals.

## Cassiopee
Cassiopee és un consorci europeu d'investigació i gestió de residus radioactius. Està format per les agències de gestió d'aquests residus d'Espanya, França, Alemanya, Bèlgica, Països Baixos i Regne Unit. Treballa a projectes i estudis proposats per la Comissió Europea sota els programes d'assistència tècnica.